# Yongjing
Yongjing léase Yong-Ching (en chino:永靖县, pinyin:Yǒngjìng Xiàn) es un condado bajo la administración directa de la prefectura autónoma de Linxia hui. Se ubica a 80 km al sureste de la ciudad  de  Lanzhou, al sur de la provincia de Gansu, centro geográfico de la República Popular China. Su área es de 1864  km² y su población es de 204 500 habitantes (2010).

## Administración
El condado de Yongjing se divide en 10 poblados y 6 villas.

## Historia
La historia de Yongjing  se remonta a unos 5000 años. Era parte del estado Qiang de occidente. En la dinastía Han era parte de la ciudad Jincheng (金城) o "Ciudad Dorada". Para muchas dinastías después fue parte de Hezhou (河州). Hasta el año 1928 llegó a ser parte de Linxia.

## Clima
Debido a su posición geográfica,los patrones climáticos en la siguiente tabla son los mismos de Linxia.
| Parámetros climáticos promedio de Yongjing | Parámetros climáticos promedio de Yongjing | Parámetros climáticos promedio de Yongjing | Parámetros climáticos promedio de Yongjing | Parámetros climáticos promedio de Yongjing | Parámetros climáticos promedio de Yongjing | Parámetros climáticos promedio de Yongjing | Parámetros climáticos promedio de Yongjing | Parámetros climáticos promedio de Yongjing | Parámetros climáticos promedio de Yongjing | Parámetros climáticos promedio de Yongjing | Parámetros climáticos promedio de Yongjing | Parámetros climáticos promedio de Yongjing | Parámetros climáticos promedio de Yongjing |
| Mes                                        | Ene.                                       | Feb.                                       | Mar.                                       | Abr.                                       | May.                                       | Jun.                                       | Jul.                                       | Ago.                                       | Sep.                                       | Oct.                                       | Nov.                                       | Dic.                                       | Anual                                      |
| ------------------------------------------ | ------------------------------------------ | ------------------------------------------ | ------------------------------------------ | ------------------------------------------ | ------------------------------------------ | ------------------------------------------ | ------------------------------------------ | ------------------------------------------ | ------------------------------------------ | ------------------------------------------ | ------------------------------------------ | ------------------------------------------ | ------------------------------------------ |
| Temp. media (°C)                           | -6                                         | -3                                         | 3                                          | 9                                          | 13                                         | 16                                         | 18                                         | 17                                         | 13                                         | 7                                          |                                            | -5                                         | 6                                          |
| Precipitación total (mm)                   | 4                                          | 6                                          | 16                                         | 33                                         | 61                                         | 57                                         | 96                                         | 110                                        | 81                                         | 35                                         | 6                                          | 2                                          | 506                                        |
| Fuente: Weatherbase 8 de diciembre de 2009 |                                            |                                            |                                            |                                            |                                            |                                            |                                            |                                            |                                            |                                            |                                            |                                            |                                            |

## Economía
La economía del condado se basa principalmente en el río Amarillo y la energía hidroeléctrica. Las tres represas locales sirven como atracción turística.
La agricultura, la minería, la pesca y otras industrias de recursos naturales relacionados también son importantes.